# Candace Crawford
Candace Crawford (ur. 11 marca 1994) – kanadyjska narciarka alpejska, srebrna medalistka mistrzostw świata.

## Kariera
Po raz pierwszy na arenie międzynarodowej Candace Crawford pojawiła się 12 grudnia 2009 roku w Val Saint-Côme, gdzie w zawodach FIS Race w slalomie zajęła 42. miejsce. W 2013 roku wystartowała na mistrzostwach świata juniorów w Quebecu, gdzie jej najlepszym wynikiem było 31. miejsce w gigancie. Na rozgrywanych rok później mistrzostwach świata juniorów w Jasnej była między innymi siódma w tej samej konkurencji. W zawodach Pucharu Świata zadebiutowała 25 października 2014 roku w Sölden, gdzie nie ukończyła drugiego przejazdu w slalomie. Pierwsze pucharowe punkty wywalczyła 29 grudnia 2014 roku w Kühtai, zajmując 25. miejsce w slalomie.
W 2015 roku wystartowała na mistrzostwach świata w Vail/Beaver Creek, gdzie zajęła 29. miejsce w gigancie, a w slalomie uplasowała się jedną pozycję niżej. Na tej samej imprezie, wspólnie z Erin Mielzynski, Marie-Pier Préfontaine, Philem Brownem, Trevorem Philpem i Erikem Readem wywalczyła srebrny medal w rywalizacji drużynowej. Na rozgrywanych dwa lata później mistrzostwach świata w Sankt Moritz zajęła między innymi 21. miejsce w superkombinacjii. Jak dotąd nie wystąpiła na igrzyskach olimpijskich.

## Osiągnięcia

### Mistrzostwa świata
| Miejsce | Dzień     | Rok  | Miejscowość       | Konkurencja     | Czas biegu  | Strata  | Zwyciężczyni       |
| ------- | --------- | ---- | ----------------- | --------------- | ----------- | ------- | ------------------ |
| 2.      | 10 lutego | 2015 | Vail/Beaver Creek | Drużynowo       | -           | -       | Austria            |
| 29.     | 12 lutego | 2015 | Vail/Beaver Creek | Gigant          | 2:19,16 min | +5,29 s | Anna Fenninger     |
| 30.     | 14 lutego | 2015 | Vail/Beaver Creek | Slalom          | 1:38,48 min | +6,53 s | Mikaela Shiffrin   |
| 26.     | 3 lutego  | 2017 | Sankt Moritz      | Supergigant     | 1:32,34 min | +2,87 s | Nicole Schmidhofer |
| 21.     | 10 lutego | 2017 | Sankt Moritz      | Superkombinacja | 1:58,88 min | +3,76 s | Wendy Holdener     |
| DNF1    | 16 lutego | 2017 | Sankt Moritz      | Gigant          | 2:05,55 min | -       | Tessa Worley       |

### Mistrzostwa świata juniorów
| Miejsce | Dzień     | Rok  | Miejscowość | Konkurencja     | Czas biegu  | Strata  | Zwyciężczyni         |
| ------- | --------- | ---- | ----------- | --------------- | ----------- | ------- | -------------------- |
| DNF1    | 21 lutego | 2013 | Québec      | Slalom          | 1:52,10 min | -       | Magdalena Fjällström |
| 31.     | 22 lutego | 2013 | Québec      | Gigant          | 2:22,23 min | +3,92 s | Lisa-Maria Zeller    |
| 40.     | 24 lutego | 2013 | Québec      | Supergigant     | 1:00,89 min | +3,66 s | Stephanie Venier     |
| 7.      | 27 lutego | 2014 | Jasná       | Gigant          | 1:52,86 min | +2,68 s | Marta Bassino        |
| 18.     | 28 lutego | 2014 | Jasná       | Slalom          | 1:36,09 min | +4,20 s | Petra Vlhová         |
| DNF2    | 3 marca   | 2014 | Jasná       | Superkombinacja | 2:11,34 min | -       | Elisabeth Kappauer   |
| 36.     | 3 marca   | 2014 | Jasná       | Supergigant     | 1:14,71 min | +2,44 s | Corinne Suter        |
| 44.     | 5 marca   | 2014 | Jasná       | Zjazd           | 1:24,19 min | +4,83 s | Corinne Suter        |

### Puchar Świata

#### Miejsca w klasyfikacji generalnej
- sezon 2014/2015: 110.
- sezon 2015/2016: 85.
- sezon 2016/2017:

#### Miejsca na podium w zawodach
Jak dotąd Crawford nie stawała na podium zawodów PŚ.